# Pleter 91
Pleter 91 naziv je za hrvatsku strojnicu koja se proizvodila u Pleternici za vrijeme Domovinskog rata.

## Povijest
Izbijanjem Domovinskog rata hrvatska se strana suočila s nedostatkom naoružanja i vojne opreme u svim pogledima. Jedan od načina nabave oružja bila je i njegova samostalna izrada. Tako se 1991. godine u manjim tvornicama u Zagrebu, Rijeci, Slavonskom Brodu, Karlovcu, Garešnici, Ozlju, Pleternici i Turopolju počinje sa samostalnom izradom raznog vatrenog oružja, posebice pušaka. Strojnica Pleter 91 proizvodila se u bivšoj pleterničkoj tvornici Oroplet, a kao predložak korištena je britanska strojnica Sten. Nije poznat ukupan broj proizvedenih komada.

## Karakteristike
Pleter 91 izgledom i konstrukcijom nalikuje francuskoj strojnici Vignerom M 2. Namijenjena je za borbu iz blizine. Strojnica je teška 3,15 kg bez punjenja i 3,55 kg sa streljivom. Dužina puške je 71 cm. Kapacitet spremnika je 32 metka, a kalibar iznosi 9 mm. Brzina streljiva je 390 metara u sekundi. Nema regulatora paljbe i puca isključivo rafalno. Spremnik je dvoredan, izrađen prema uzoru na spremnik izraelske strojnice Uzi. Najbolji rezultati što se tiče preciznosti u gađanju ostvarivani su na do 100 metara udaljenosti.  
Također, proizvedena je i unaprijeđena verzija ove strojnice, s prigušivačem, nazvana Pleter 91 P.

## Pleter 91 nakon Domovinskog rata
Nakon Domovinskog rata strojnica Pleter 91 prestaje se koristiti u sklopu Oružanih snaga Republike Hrvatske te je zamijenjena modernijim naoružanjem. Dio proizvedenih primjeraka ostao je u privatnom vlasništvu, od čega je većina predana Ministarstvu unutarnjih poslova Republike Hrvatske u sklopu akcije „Zbogom oružje“. Predani primjerci su uništavani, a nekoliko njih sačuvano je kao muzejski primjerci, kao npr. onaj Memorijalnog centra Domovinskog rata u Vukovaru. Ipak, manji broj i dalje je u rukama pojedinaca koji ga uglavnom čuvaju kao trofejno oružje, ali nije isključena ni aktivna upotreba. Osim toga, postoje i indicije da je nepoznat broj ovih strojnica korišten i na Kosovu za vrijeme sukoba Srba i Albanaca 1999. godine.